# V rovinách

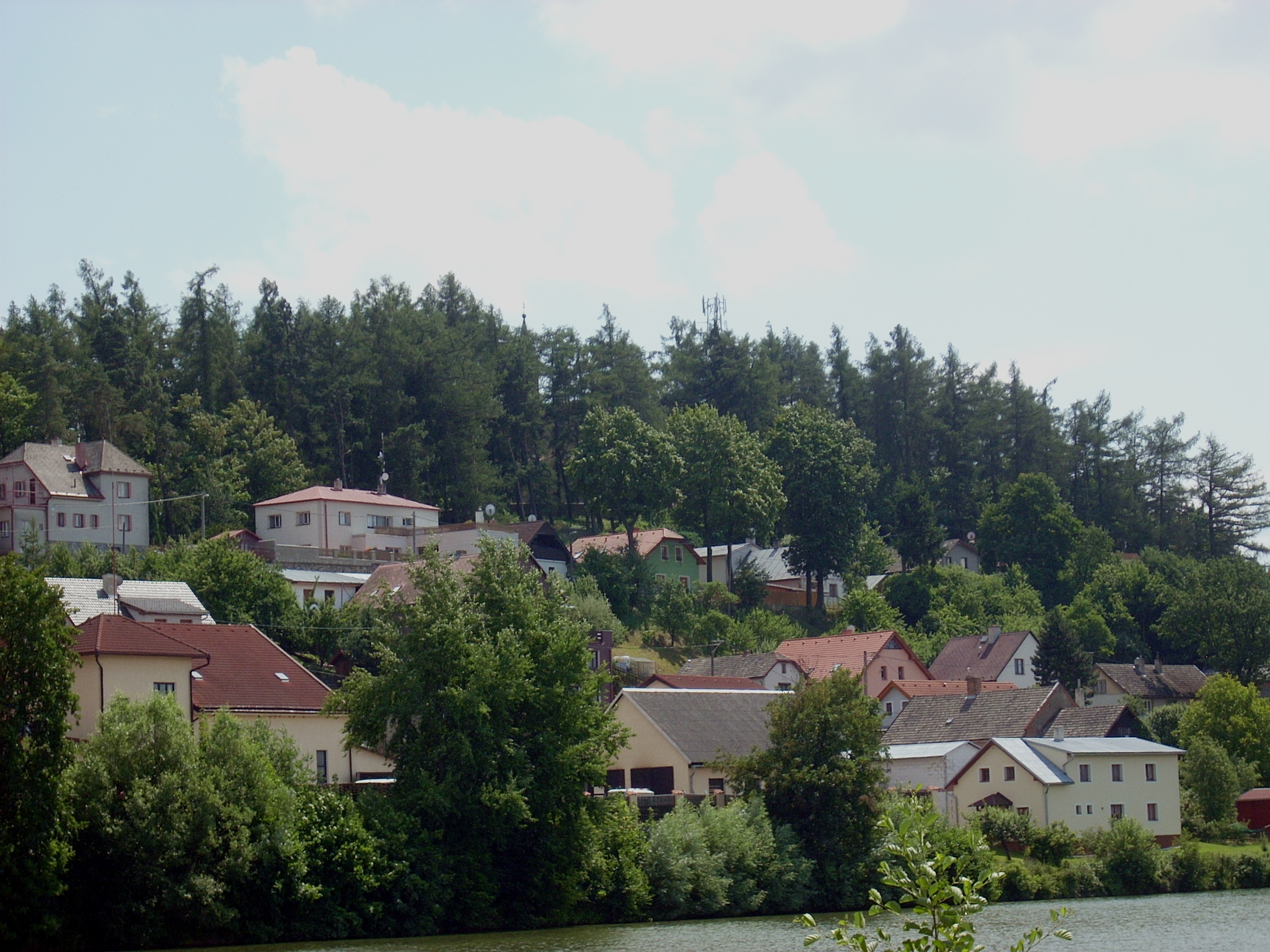
Kateřinov

V rovinách je základní sídelní jednotka města Polná v okrese Jihlava. Má výměru 910 ha.

## Obyvatelstvo
V roce 1991 zde žilo 1 obyvatel, roku 2001 29 a o deset let později 25.

## Poloha
Tato největší základní sídelní jednotka se nachází na východním okraji města. Severní hranici s Hrbovem tvoří Skrýšovský potok, k jihu míří podle území Záborné a Dobroutova, jižní hranici vymezuje katastr Věžničky, lesem Březina se hranici vrací na sever, kde pokračuje podél řeky Šlapanky až k jižní hrázi rybníka Peklo a okolo Kateřinova ulicí Alej Svobody se stáčí na východ a pod Celenským kopcem hraničí s Podhorou, severněji pak s Horním Městem a Kalvárií. K severnímu okraji pak míří podél řeky Šlapanky.